# Дин, Джон (изобретатель)
Джон Дин (англ. John Deane, 1800—1884; известен как Адский водолаз, англ. Infernal Diver) вместе со своим братом Чарльзом — изобретатели водолазного шлема, а также исполнители водолазных операций на затонувшей Мэри Роуз.

## История
Джон учился в Гринвичской Royal Hospital School до 1812 года. В 14 лет Джон решил участвовать в Ост-Индской компании и находился в плавании семь лет.
В 1820-х уже в Англии несколько лошадей оказались в ловушке при пожаре в конюшне. Джон Дин пробрался сквозь дым, используя рыцарский шлем, в который подавался воздух через пожарный шланг, и спас всех лошадей. В 1823 году он запатентовал свой первый шлем против дыма, созданный для использования работниками пожарной охраны в задымленных помещениях. Этот аппарат состоял из медного шлема с гибким воротником. Длинный шланг для подачи воздуха с помощью насоса крепился к задней части шлема. Короткие трубки позволяли выдыхать отработанный воздух наружу. Позже этот шлем был приспособлен для водолазных работ Чарльзом Дином.
В 1829 году братья Дин плывут в Витстабл для испытаний своих подводных аппаратов и создают своё производство в городе.

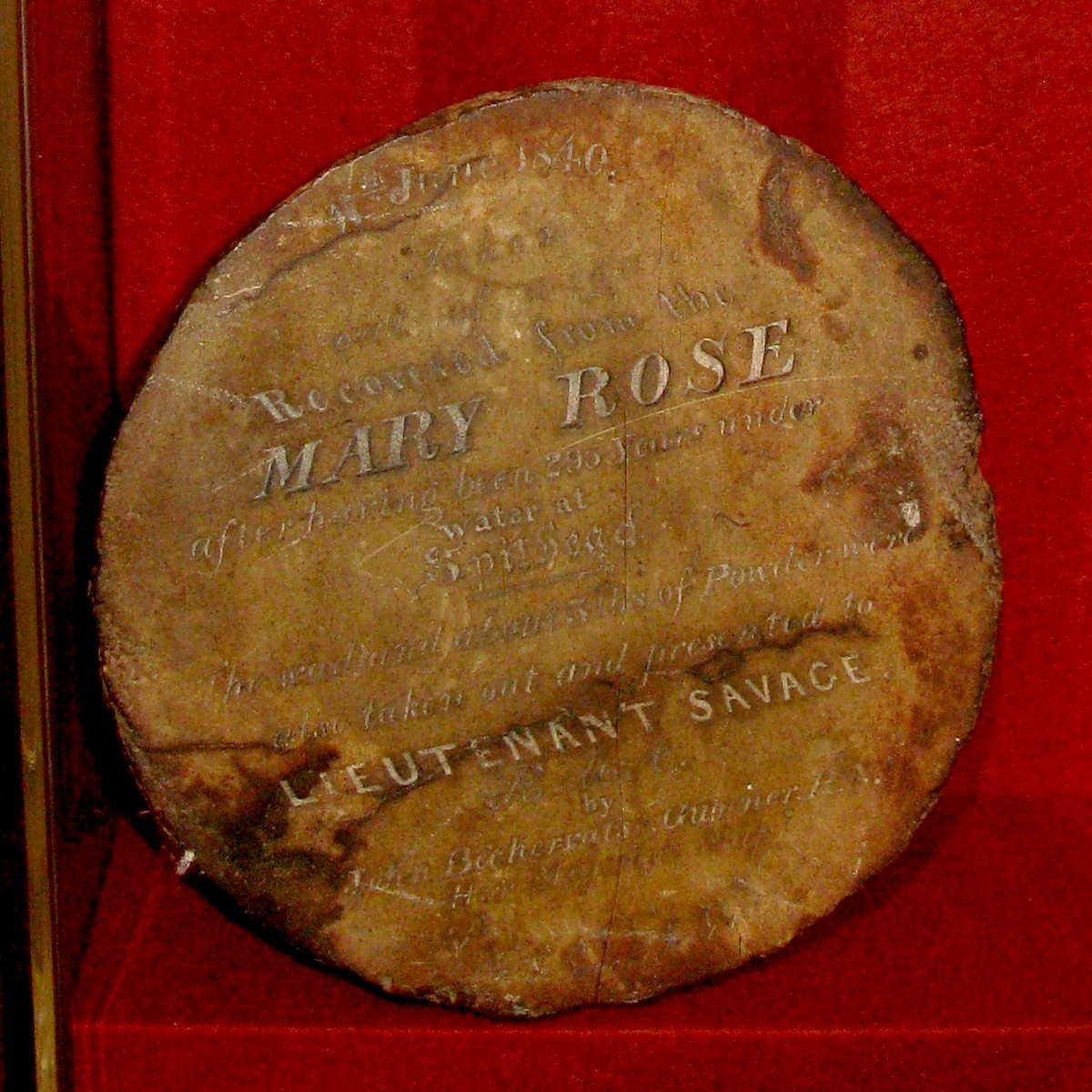
Пушечное ядро, которое Джон Дин достал с корабля Мэри Роуз

В 1830 году Джон и Джордж Белл подняли пушки с корабля Guernsey Lily. Одна из них сейчас установлена в парке Quex в Бирчингтоне.
16 июня 1836 года затонувшая Мэри Роуз была обнаружена рыболовецкой сетью. Джон Дин и Уильям Эдвардс достали с корабля части тимберсов, ружья, луки и другие предметы
Джон сотрудничал с Эдвардсом с 1834 по 1855 года, до смерти Уильяма в Крыму в войне 1854-56 годов.
В 1839 году Российский флот купил партию аппаратов Дина для нужд Черноморского флота .
Джон женился на Саре Анн Браунинг в октябре 1856 года, после возвращения с Крымской войны.
Джон Дин умер в 1884 году и был похоронен в Рамсгите.